# Obergericht Nienburg
Das Obergericht Nienburg war ein großes (ab 1859 ein kleines) Obergericht im Königreich Hannover. Es hatte seinen Sitz in Nienburg in Niedersachsen.

## Geschichte
Nach der Revolution von 1848 wurde im Königreich Hannover die Rechtsprechung von der Verwaltung getrennt und die Patrimonialgerichtsbarkeit abgeschafft.
Zum 1. Oktober 1852 wurden 12 Große und 4 Kleine Obergerichte als Gerichte zweiter Instanz (vergleichbar mit heutigen Landgerichten), darunter das Obergericht Nienburg eingerichtet.
Dem Obergericht Nienburg waren folgende Amtsgerichte nachgeordnet:
- Amtsgericht Bruchhausen
- Amtsgericht Diepenau
- Amtsgericht Ehrenburg
- Amtsgericht Freudenberg
- Amtsgericht Harpstedt
- Amtsgericht Hoya
- Amtsgericht Nienburg
- Amtsgericht Schwarme
- Amtsgericht Stolzenau
- Amtsgericht Sulingen
- Amtsgericht Syke
- Amtsgericht Uchte
- Amtsgericht Westen
- Amtsgericht Diepholz
- Amtsgericht Lemförde
- Amtsgericht Rehburg
- Amtsgericht Wölpe[4]

1859 wurde die Zahl der Amtsgerichte verringert. Es verblieben:
- Amtsgericht Bruchhausen (aus dem Amtsgericht Bruchhausen sowie Teilen des Amtsgerichtes Schwarme und Amtsgerichtes Hoya)
- Amtsgericht Freudenberg (aus dem Amtsgericht Harpstedt sowie Teilen des Amtsgerichtes Freudenberg und Amtsgerichtes Ehrenburg)
- Amtsgericht Hoya (das bisherige Amtsgericht Hoya außer dem Kirchspiel Wartfeld)
- Amtsgericht Nienburg (das bisherige Amtsgericht Nienburg und das Amtsgericht Wölpe ohne das Kirchspiel Hagen und der Gemeinde Estorf des Amtsgerichtes Stolzenau)
- Amtsgericht Stolzenau (das bisherige Amtsgericht ohne die Gemeinde Estorf und das Amtsgericht Rehburg)
- Amtsgericht Sulingen (das bisherige Amtsgericht Sulingen und Teile des Amtsgerichtes Ehrenburg und des Amtsgerichtes Freudenberg)
- Amtsgericht Syke
- Amtsgericht Uchte[5]

Mit der Annexion Hannovers durch Preußen 1866 wurde es zunächst zu einem preußischen Obergericht. 1879 wurde es aufgelöst. Der Gerichtsbezirk wurde dem Landgericht Verden zugeschlagen.

## Richter

### Obergerichtsdirektoren
- Christian Heinrich Wiarda
- Johann Moritz von dem Busch

### Obergerichtsräte
- Joh. Carl. Ludewig Nöldeke
- Friedrich Gustav Frank
- Friedrich Wilhelm Otto Niemeyer
- Ernst Joh. Friedrich von Gruben[6]
- Friedrich Ludwig Eduard Eggeling (1853–1855)